# Chocianowiec (gromada)
Chocianowiec (od 1 I 1960 Trzebnice) – dawna gromada, czyli najmniejsza jednostka podziału terytorialnego Polskiej Rzeczypospolitej Ludowej w latach 1954–1972.
Gromady, z gromadzkimi radami narodowymi (GRN) jako organami władzy najniższego stopnia na wsi, funkcjonowały od reformy reorganizującej administrację wiejską przeprowadzonej jesienią 1954 do momentu ich zniesienia z dniem 1 stycznia 1973, tym samym wypierając organizację gminną w latach 1954–1972.
Gromadę Chocianowiec z siedzibą GRN w Chocianowcu utworzono – jako jedną z 8759 gromad na obszarze Polski – w powiecie lubińskim w woj. wrocławskim, na mocy uchwały nr 20/54 WRN we Wrocławiu z dnia 2 października 1954. W skład jednostki weszły obszary dotychczasowych gromad Chocianowiec, Trzebnice i Raków ze zniesionej gminy Chocianowiec w tymże powiecie. Dla gromady ustalono 19 członków gromadzkiej rady narodowej.
1 stycznia 1960 do gromady Chocianowiec włączono obszar zniesionej gromady Żabice w tymże powiecie, po czym gromadę Chocianowiec zniesiono, przenosząc siedzibę GRN z Chocianowca do Trzebnic i zmieniając nazwę jednostki na gromada Trzebnice.